# Byllis
Byllis (Oudgrieks: Βύλλις of Βουλλίς) was in de oudheid een Griekse stad in Illyrië, in het huidige Albanië.
Byllis is, naast Apollonia en Butrint, een van de grootste (30 ha) archeologische sites van de oudheid, gelegen op een heuvelplateau ruim 500 meter boven de brede Vjosëvallei. Vanwege de moeilijke bereikbaarheid is het gespaard gebleven van een al te grote toeristische belangstelling. Het is gelegen in de hedendaagse deelgemeente Hekal, stad (bashki) Mallakastër.

## Oorsprong en uitzicht
In de oudheid was Byllis de belangrijkste stad van Zuid-Illyrië, gesticht door de Billions (Bylliones in het Latijn), die na de val van Ilion (of Troje, Ἴλιον in het Grieks) omstreeks 1200 vóór Chr. naar de Illyrische kust in ballingschap waren vertrokken om er zich nabij de noordelijke grens met Griekenland in Amantia, Butrint, Nikaia en Phoinike te vestigen.
Volgens het stratenplan en de technieken voor de bouw van de oostelijke en westelijke stadsmuren (3,5 m dik, 9 m hoog en 2.250 m lang) kreeg de stad definitieve vorm tussen 370 en 350 vóór Chr. De vier hoofdstraten van elk 8,30 m breed, liepen 134 m van elkaar van noord naar zuid, en iedere 64 m waren er zijstraten van oost naar west, elk 6,6 m breed, zodat huizenblokken (insulae) van acht residenties ontstonden, zoals die trouwens ook in het veel kleinere Zuid-Italiaanse Pompeii werden teruggevonden.

## Monumenten en belangrijkheid
Het belangrijkste monument van Byllis uit de antieke periode is het Theater, met de grote Stoa, het Stadium en het Gymnasium, gelegen naast de Agora (4 ha), uit het midden van de 3e eeuw vóór Chr., 16 m hoog en met een diameter van 78 m, zodat het plaats kon bieden aan 7.500 bezoekers. Ten behoeve van de Billions en de omwonende Bylline Illyrians was er vlakbij, onder de trappengalerij van 134 m aan de noordelijke vleugel van het stadium (190 m), een groot waterreservoir (50,9 x 4,2 x 7,0 m) gebouwd.
De talrijke inscripties in de muren van Byllis, Nikaia, Amantia en in de regio van Mallakaster getuigen over de Koinon van de Billions, een politieke, militaire, economische en monetaire organisatie, die zich over een gebied van 20 km², aan weerszijden van de Vjosa-rivier uitstrekte.

## Geschiedenis en ondergang
De bloeiperiode van Byllis valt nagenoeg samen met de overwinningen rond die tijd in Griekenland van Philippus II van Macedonië (359-336 vóór Chr.), de vader van Alexander de Grote en de zoon van Euridice ( Έυριδικη), een Illyrische prinses, die bekendheid verwierf als koningin Olympias. Maar in 213 vóór Chr. werd Byllis ingenomen door Philippus V van Macedonië en in 167 vóór Chr. door de Romeinen, die van Byllis de garnizoensstad maakten van het Legio VI Ferrata, een nieuwe vestingmuur (Victorinus) en zelfs op een terrein van meer dan één hectare in 468, een prachtige kathedraal onder bisschop Philocarus bouwden. Na de kerstening van de stad door de Apostel Andreas en mede door de aanwezigheid van bekeerde legioensoldaten, die voor de Romeinen de landstreek van Galilea, Judea en Samaria hadden bezet, telde de regio rond Byllis in het begin van de 6e eeuw, ruim 20 christelijke kerken.
De Romeinen accepteerden de (bullion) muntstukken van de Billions, een legering van zilver en koper (biljoen) of een legering van goud of zilver met brons (billon), maar eisten dat de verwijzing naar de Koinon Byllionon zou worden weggelaten. Toch werden tijdens de Pax Romana de stamhoofden van de Billions naar Rome afgevoerd en terechtgesteld. Hierop vertrokken de Billions andermaal in ballingschap, nu naar de Iberische kust, waar tijdens de eerste jaren van keizer Augustus de Colonia Iulia Illici Augusta werd gesticht, het huidige Elche ten zuiden van Alicante, waar trouwens onlangs antieke muntstukken van de Billions werden opgegraven. Ook in Byllis verwijzen diverse Latijnse inscripties uit diezelfde periode naar de stad als Colonia Iulia Augusta.
Op het einde van de 4e eeuw werd de stad grotendeels door de Visigoten verwoest, maar de Slavische invallen in 547 bezegelden definitief het einde van het roemrijke Byllis.
Talrijke plaatsnamen vinden hun oorsprong in Byllis, waarvan de inwoners in 156 vóór Chr. Romeinen werden. Toen ontstond ook de tweede grootste Romeinse stad op het Iberisch Schiereiland: Bilbilis op de Bambola heuvel ten zuidwesten van Caesaraugusta (Zaragoza). Vermelden we in dit verband ook het latere Bilhão, Billom, Billion, Billiers, Bullionum, Boulonium castrum, Boulogne, Bologna, Bilisium, Bouillon en Biljoen.

## Historische bronnen en archeologisch onderzoek
De eerste historische bron met betrekking tot de Billions vinden we bij de Griekse zeevaarder Pseudo-Scylax, die rond 380 vóór Chr. een beschrijving geeft van de Illyrische kusten Byllis en het oude Epiros. Nadien zijn er de inscripties bij het Orakel van Dodona, de tabletten van de Olympische, maar vooral van de Pythische Spelen, waartoe de Billions die zowel Illyrisch als Grieks spraken, en die bijgevolg nooit als Barbaroi werden aangezien, als Hellenen werden uitgenodigd.
Verder zijn er de geschriften van Stefaan van Byzantium, Pyrrhus van Epiros, van de Romeinen Livius, Caesar, Cicero en Strabo. Nadien werd het eeuwenlang stil rond Byllis en de Billions, tot de Britse Balkanreiziger Henry Holland in 1820 op een heuvel hoog boven de Vjosa-rivier oude munten en prachtige mozaïeken vond. Dit trok de aandacht van de plaatselijke Franse consul. Wetenschappelijke aandacht kwam er pas tijdens de Eerste Wereldoorlog, toen Oostenrijkse troepen het gebied van Mallakaster bezetten. Maar het archeologisch onderzoek startte pas de jongste decennia onder impuls van de professoren Pierre Cabanes, Hasan en Neritan Ceka, en werd uitgevoerd door de universiteiten van Parijs X Nanterre, Tirana, Hamburg en Canada, evenwel met fondsen van de UNESCO.